# Kids’ Choice Awards (1991)
4 ежегодная премия Nickelodeon Kids’ Choice Awards 1991 (Никелодеон Кидс Чойс Эвордс 2011) премия проводилась 22 апреля 1991.

## Номинанты и исполнители для KCA 1991

### Ведущие
- Корин Немек

### Исполнители
- New Kids on the Block — «Hangin' Tough»

## Номинации

### Телевидение
| - Симпсоны (Победитель) - Уилл Смит (Победитель) | - Кешиа Найт Пуллиам (Победитель) - Приключения мультяшек (Победитель) |

### Фильм
| - Один дома (Победитель) - Арнольд Шварценеггер из Детсадовский полицейский (Победитель) | - Джулия Робертс из Красотка (Победитель) |

### Спорт

#### Лучший спортсмен
- Майкл Джордан (Победитель)

### Другие номинации

#### Зал славы
- Пола Абдул (Победитель)